# Women’s Rights National Historical Park

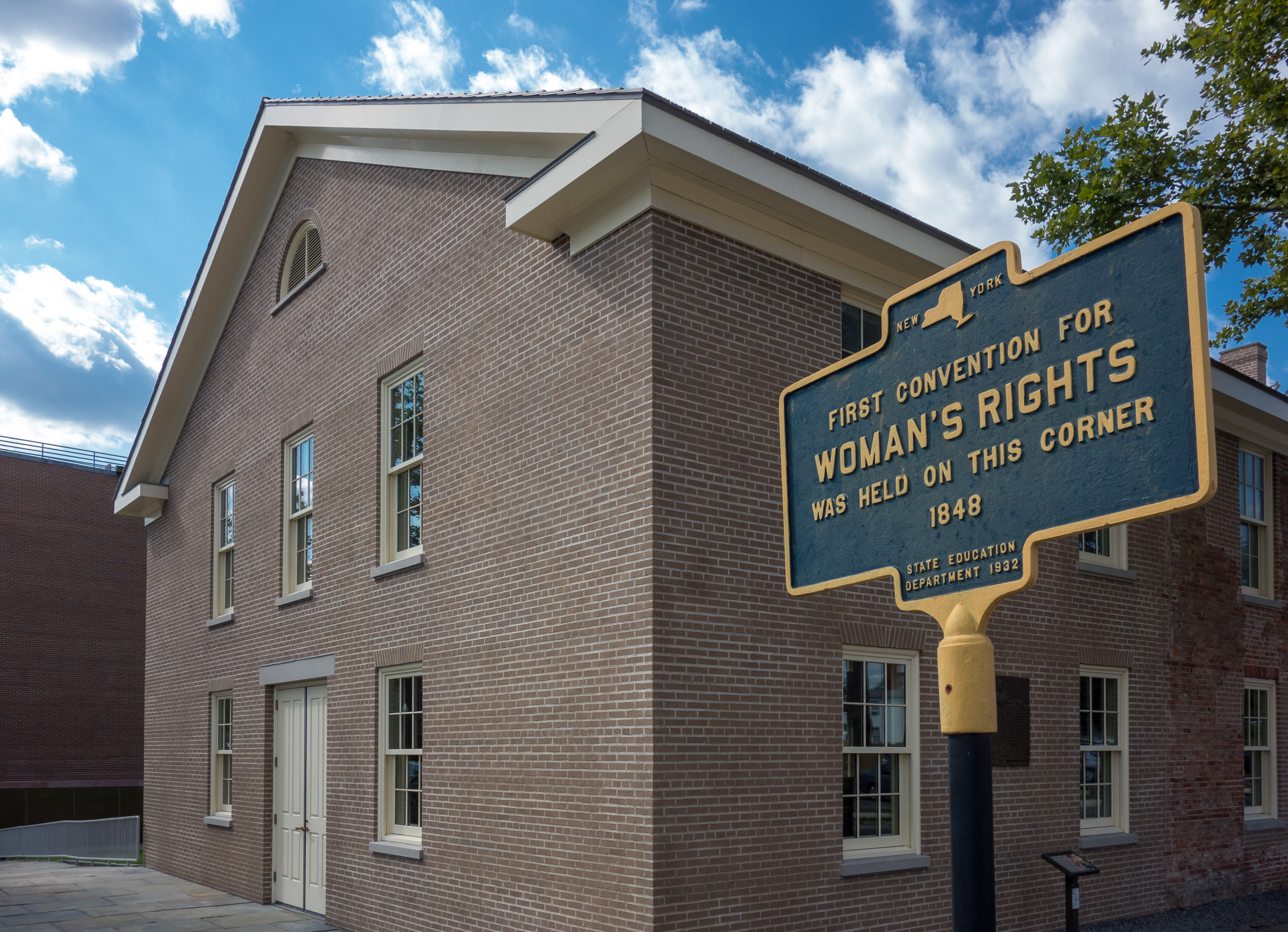
Die rekonstruierte Wesleyan Chapel in Seneca Falls; rechts sind die originalen roten Ziegelsteine in der Fassade gut erkennbar, links im Bild das zugehörige Besucherzentrum

Der Women’s Rights National Historical Park ist ein National Historical Park im US-Bundesstaat New York. Er umfasst vier historische Stätten in den benachbarten Orten Seneca Falls und Waterloo (New York), die für die Geschichte der Frauenrechte in den Vereinigten Staaten von herausragender Bedeutung sind. Hierzu gehören der Ort der ersten US-amerikanischen Frauenrechtsversammlung (Seneca Falls Convention) im Jahr 1848 sowie drei Wohnhäuser früher Frauenrechtsaktivistinnen.

## Bestandteile des Parks
Der 27.600 m² große Park wurde am 8. Dezember 1980 gegründet. Er umfasst die folgenden vier historisch bedeutenden Anwesen:

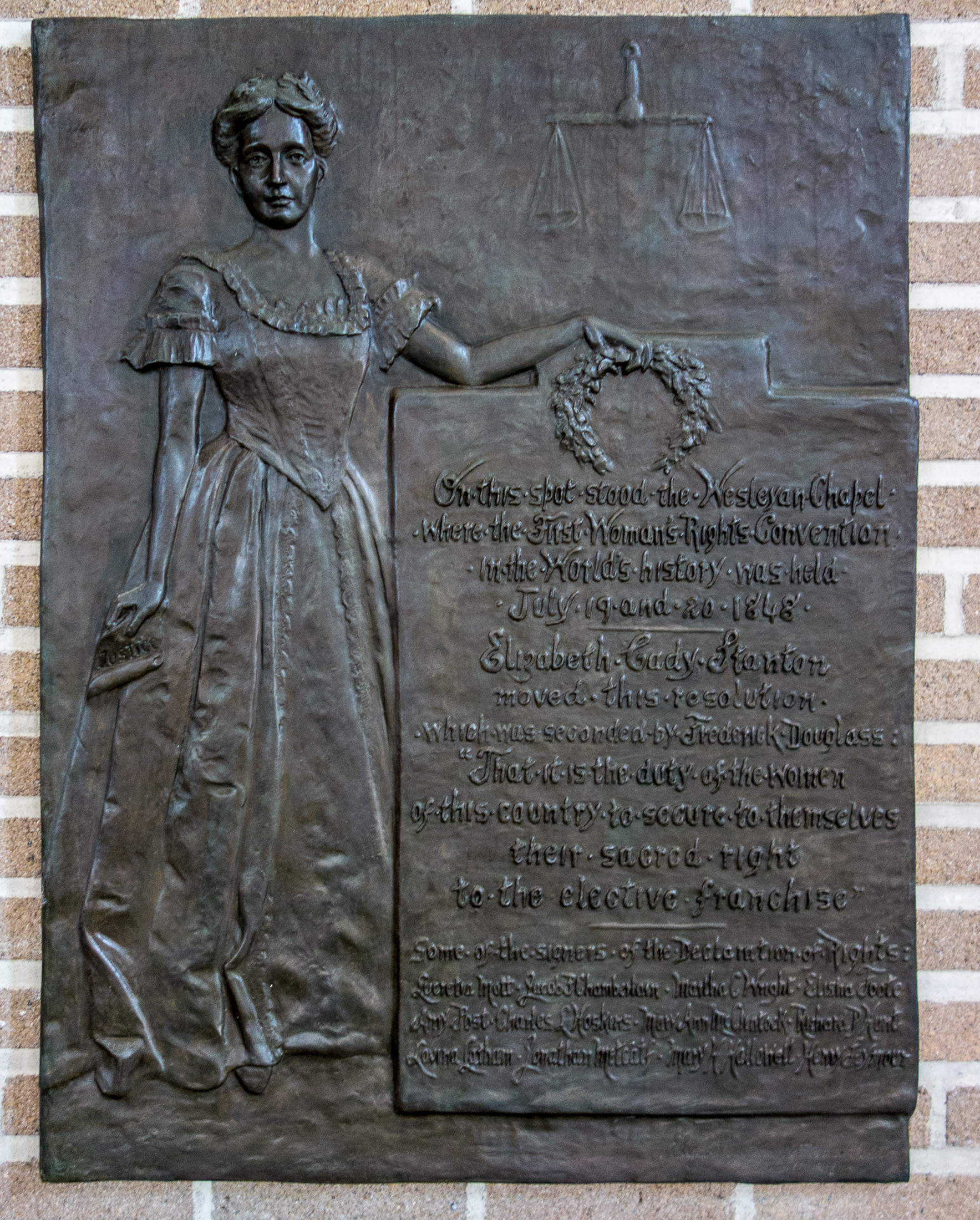
Gedenktafel an der Wesleyan Chapel

- Das rekonstruierte Gebäude der 1843 erbauten Wesleyan Chapel, in welcher am 19. und 20. Juli 1848 die erste US-amerikanische Frauenrechtsversammlung (Seneca Falls Convention) stattfand, die als der Beginn der US-amerikanischen Frauenrechtsbewegung angesehen wird. Obwohl mit Elizabeth Cady Stanton nur eine der fünf Organisatorinnen der Konferenz in Seneca Falls lebte, war der Ort den anderen gut bekannt, denn in dieser Methodisten-Kirche herrschte Redefreiheit, und sie war ein Zufluchtsort und Treffpunkt für Anti-Sklaverei-Aktivitäten und politische Kundgebungen. Als das Grundstück im Jahr 1985 in staatlichen Besitz überging, waren von dem ursprünglichen Gebäude aus rotem Ziegelstein nur noch wenige originale Fragmente vorhanden. Diese wurden in den rekonstruierten Nachbau so integriert, dass sie wegen ihrer dunkleren Farbe optisch gut als historische Elemente erkennbar sind.[1] Die Wesleyan Chapel ist seit dem 29. August 1980 als Baudenkmal im National Register of Historic Places (NRHP) verzeichnet.[2]
- Das Elizabeth Cady Stanton House in Seneca Falls, der ehemalige Wohnsitz der Frauenrechtlerin Elizabeth Cady Stanton an der Adresse 32 Washington Street. Sie lebte mit ihrer großen Familie in dem Haus, das sie „Grassmere“ und „Center of the Rebellion“ nannte, von Mai 1847 bis 1862. Das Anwesen besteht aus einem großen Farmhaus, mehreren Nebengebäuden, Obst- und Ziergärten.[3] Das Wohnhaus hat seit dem 23. Juni 1965 den Status einer National Historic Landmark.[4]
- Das M'Clintock House in Waterloo, der ehemalige Wohnsitz von Mary Ann und Thomas M'Clintock. Das Haus des Quäker-Ehepaares diente als geheime Unterkunft der Untergrundnetzwerks Underground Railroad. Hier fand eines der Vorbereitungstreffen für die Seneca Falls Convention statt.[5] Das Haus ist seit dem 29. August 1980 im NRHP eingetragen.[6]
- Das nach dem Quäker-Ehepaar Richard und Jane Hunt benannte Hunt House in Seneca Falls (136 Fall Street). Der wohlhabende Großgrundbesitzer Richard Peel Hunt ließ das repräsentative Haus im Jahr 1829 für seine Familie erbauen. Hierher lud Jane Hunt Anfang Juli 1848 zu Ehren der Frauenrechtlerin Lucretia Mott ihre Mitstreiterinnen Elizabeth Cady Stanton, Mary Ann M'Clintock und Martha Coffin Wright ein, um die Seneca Falls Convention vorzubereiten. Das Hunt House ist eine zweistöckige Residenz aus rotem Backstein mit vier dekorativen weißen Säulen und einem Säulengang auf der Vorderseite. Das Gebäude, das seit 1980 im NRHP eingetragen ist,[7] konnte im Jahr 2009 für den Park erworben und restauriert werden.[8]

In direkter Nachbarschaft zur Wesleyan Chapel wurde ein mehrstöckiges großes Besucherzentrum mit Bildungs- und Kulturzentrum errichtet, in welchem der Suffrage Press Printshop untergebracht ist. In der Lobby des Besucherzentrums stehen die Bronzestatuen der fünf Organisatorinnen der Seneca Falls Convention und einiger ihrer männlichen Unterstützer, ein Kunstwerk des Bildhauers Lloyd Lillie mit dem Titel First Wave.

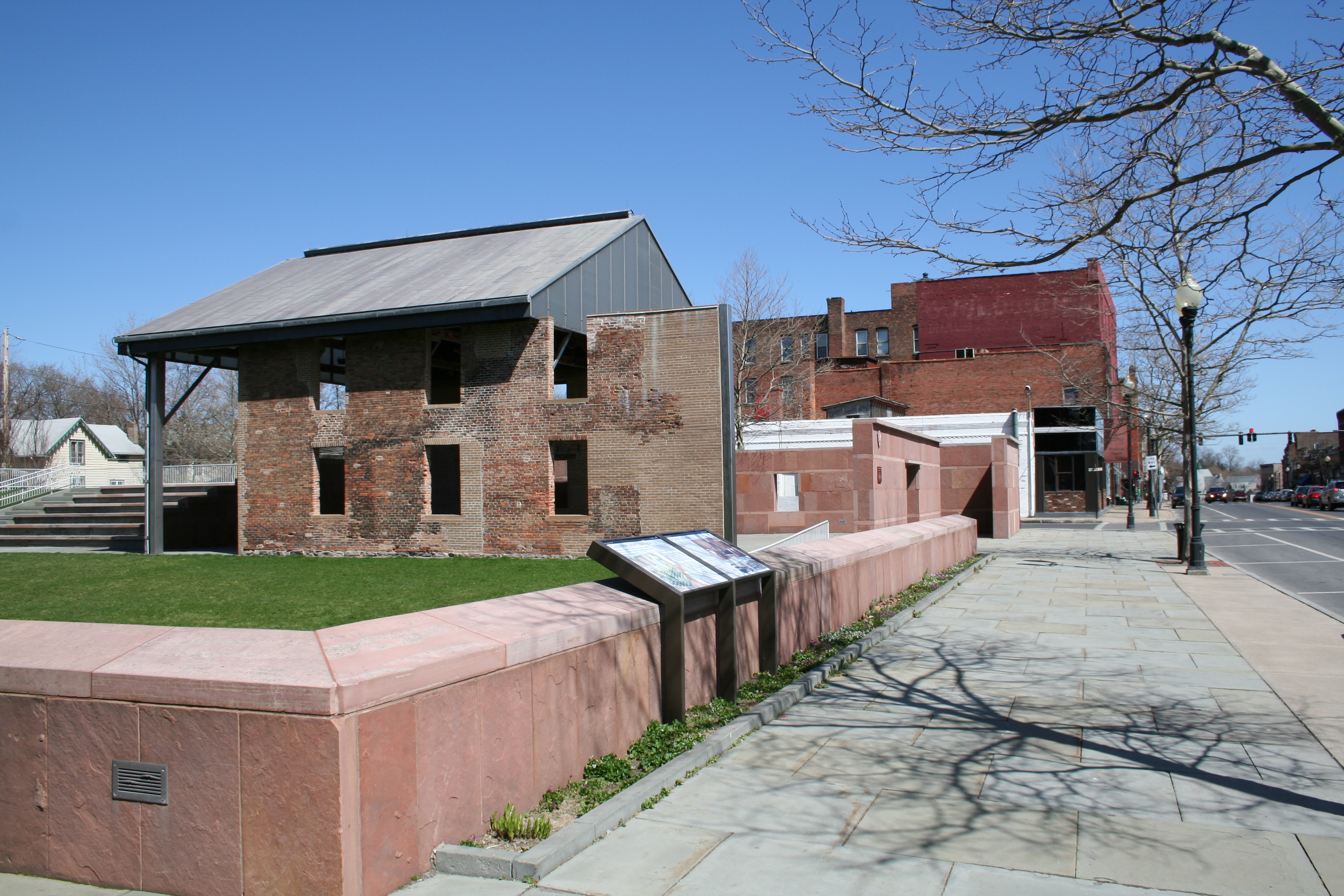
Das Grundstück der Wesleyan Chapel in Seneca Falls in der Rekonstruktionsphase
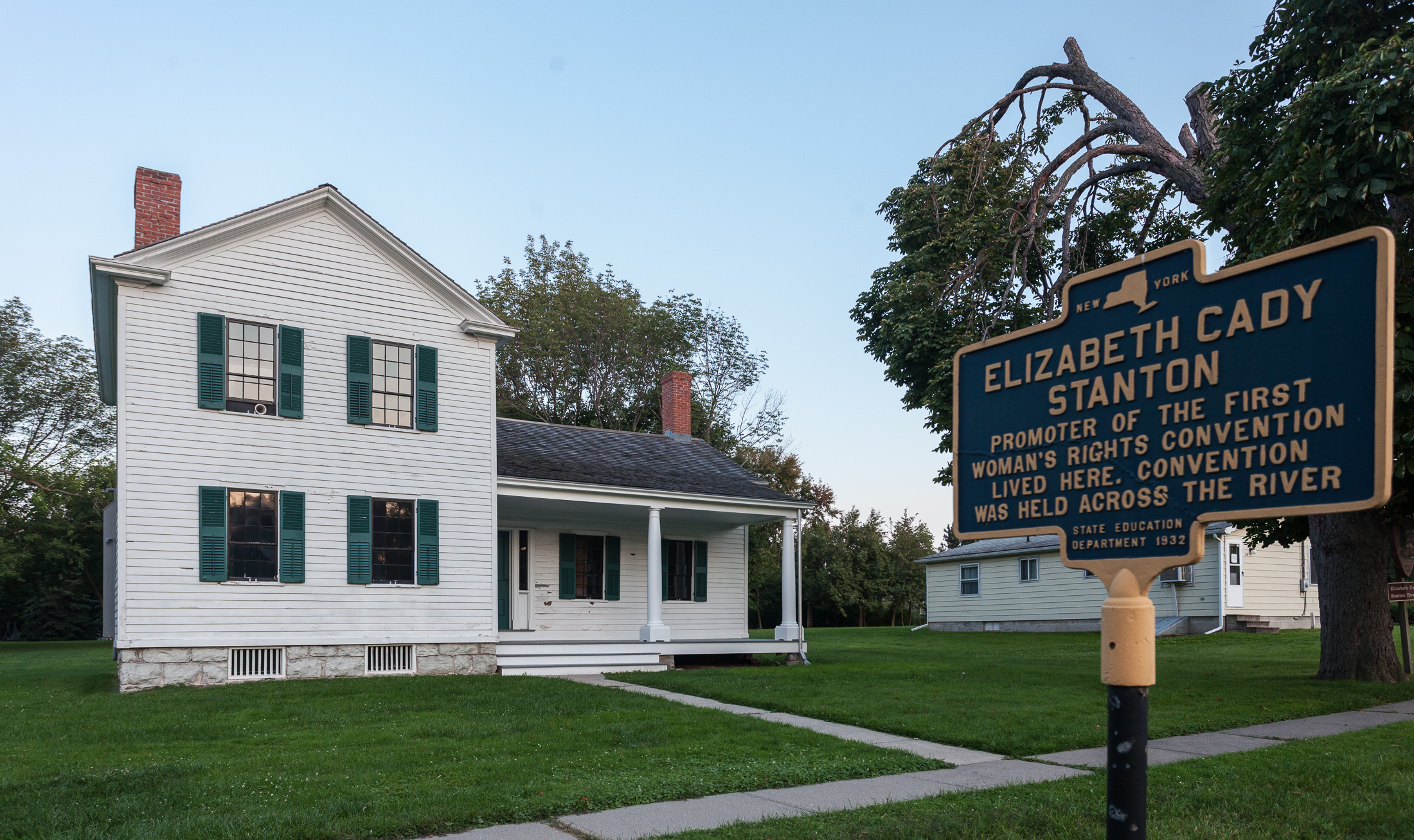
Das Anwesen Elizabeth Cady Stanton House in Seneca Falls
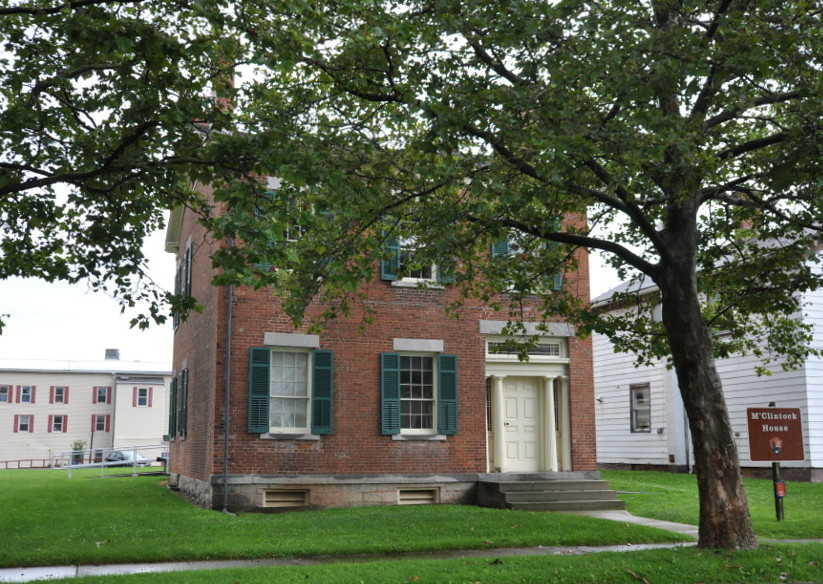
Das M'Clintock House in Waterloo
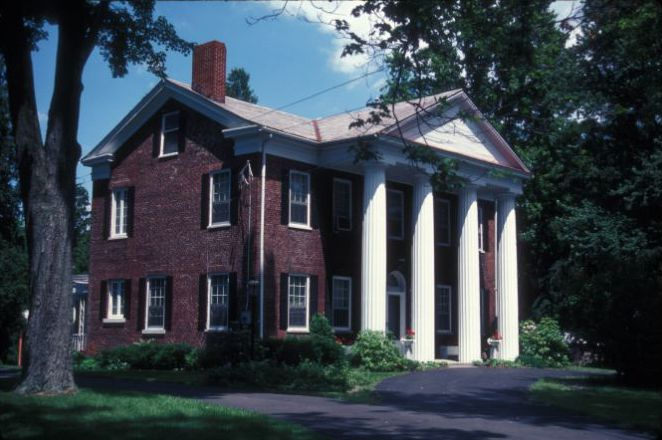
Das Hunt House in Seneca Falls

## Votes For Women Historic Trail
Der Park verwaltet im Auftrag des Innenministeriums der Vereinigten Staaten auch den 2009 errichteten Votes For Women Historic Trail. Diese Straßenroute verbindet thematisch zusammengehörige Sehenswürdigkeiten in Upstate New York, die für die Geschichte des Frauenwahlrechts in den Vereinigten Staaten von Bedeutung sind. Zu den Sehenswürdigkeiten entlang des Trails gehören unter anderem:
- Das Susan B. Anthony House in Rochester, der ehemalige Wohnsitz der Pionierin der US-amerikanischen Frauenrechtsbewegung Susan B. Anthony an der Adresse 17 Madison Street. Das Haus hat seit dem 23. Juni 1965 den Status einer National Historic Landmark.[10]
- Der Friedhof Mount Hope Cemetery in Rochester mit den Grabstätten von Susan B. Anthony, Frederick Douglass und weiteren Frauenrechtsaktivisten.
- Das Antoinette Louisa Brown Blackwell Childhood Home in Henrietta (New York), in welchem die Pastorin und Frauenrechtlerin Antoinette Brown Blackwell ihre Kindheitsjahre verbrachte. Das Gebäude wurde 1989 in das NRHP eingetragen.[11]
- Der Women’s Rights National Historical Park selbst.

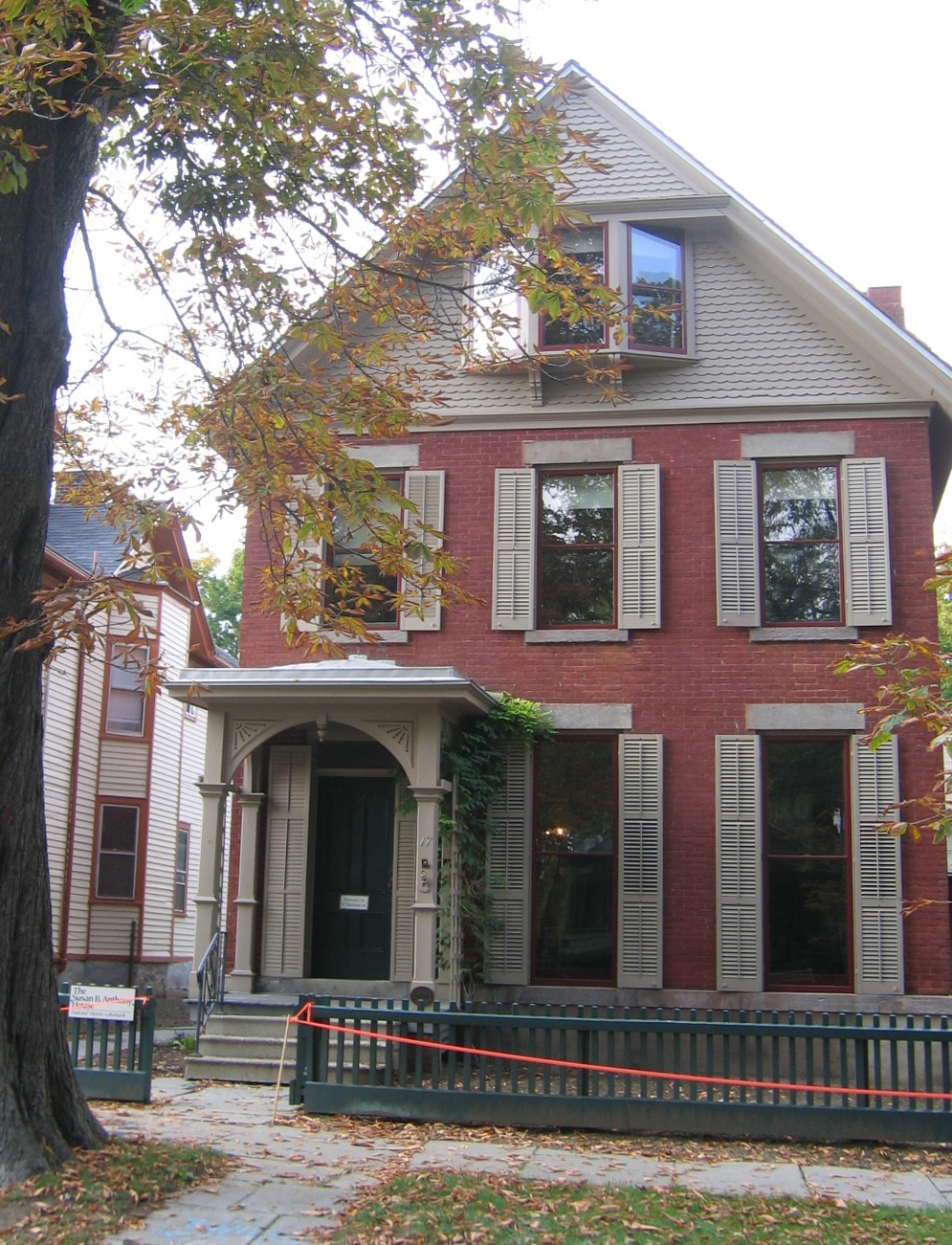
Das Susan B. Anthony House in Rochester
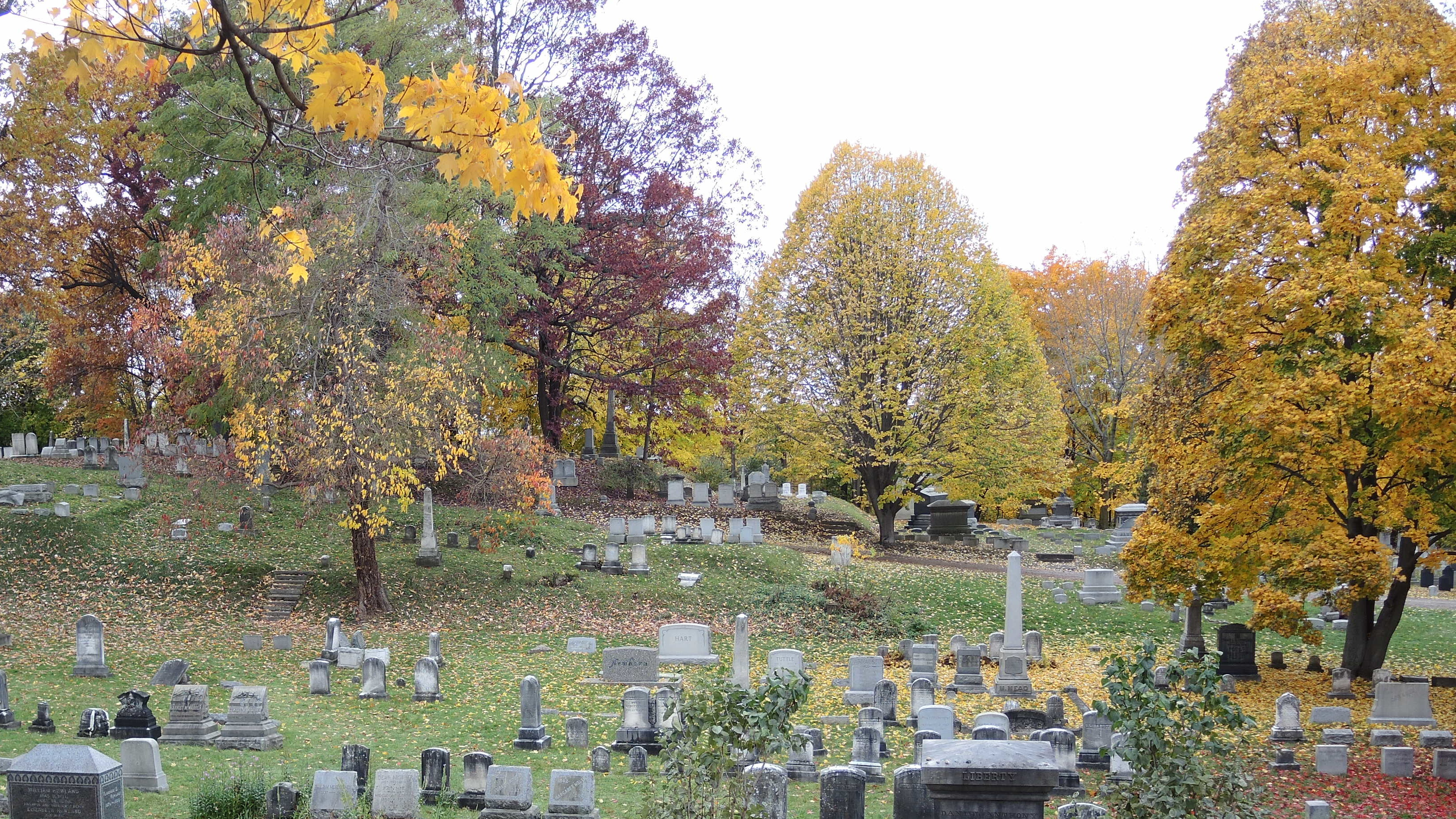
Ein Bereich des Mount Hope Cemetery in Rochester
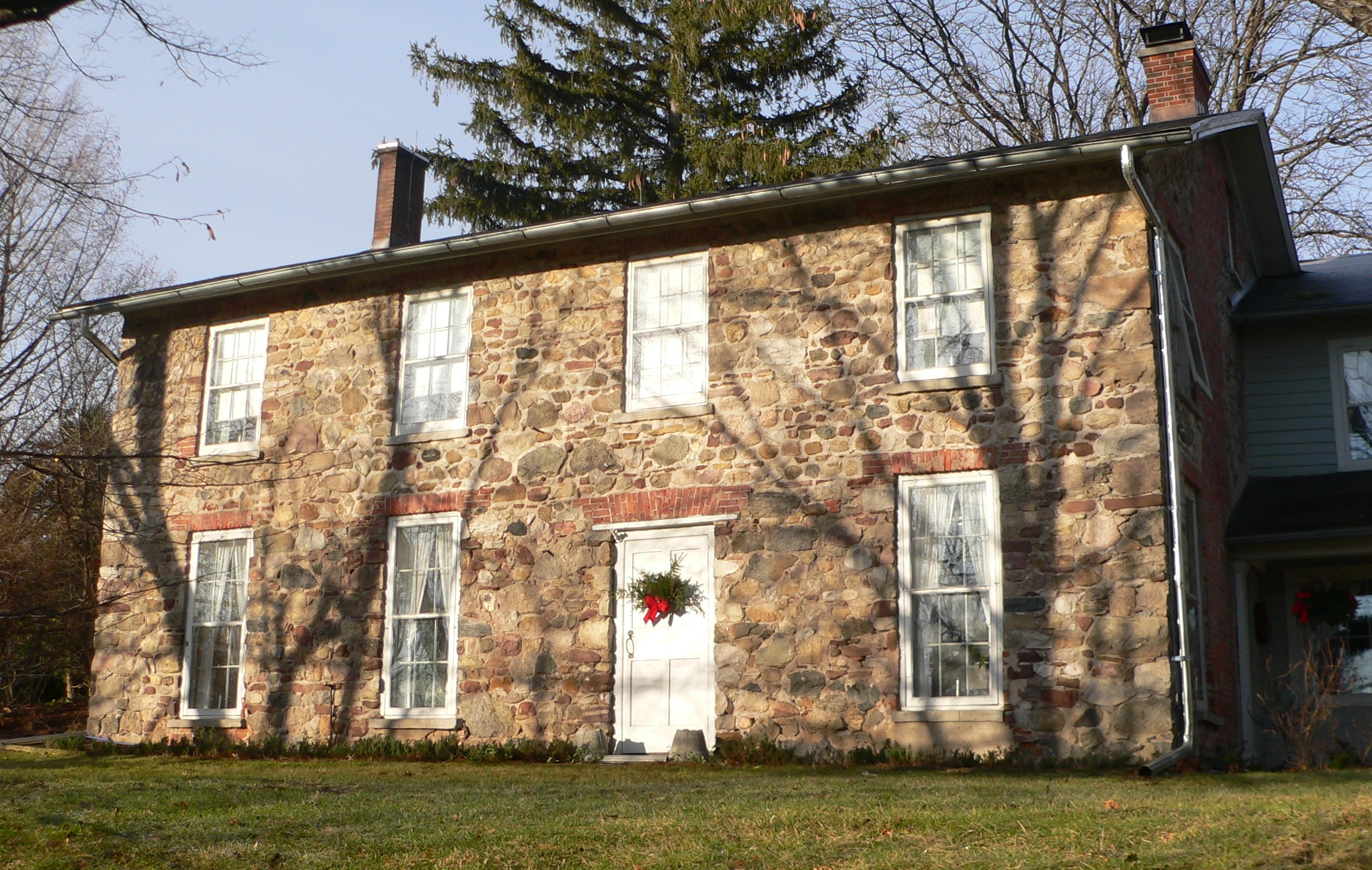
Das Antoinette Louisa Brown Blackwell Childhood Home in Henrietta